# Tobiasz z Jerozolimy
Tobiasz z Jerozolimy – piąty biskup Jerozolimy. Nie jest znana data jego urzędowania.